# Anton Robert Leinweber

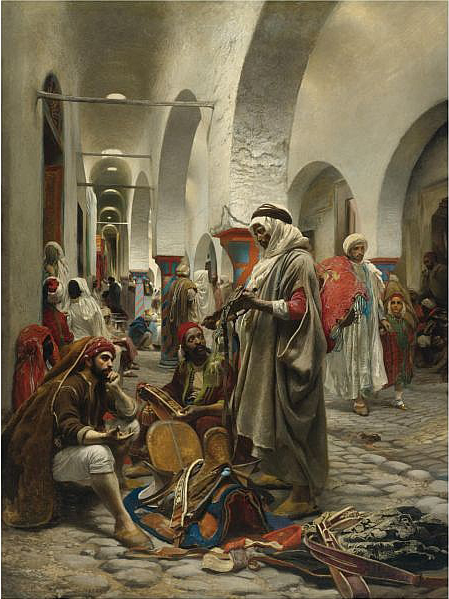
Souk des étoffes à Tunis

Anton Robert Leinweber (7 février 1845, Böhmisch Leipa – 20 décembre 1921, Munich) est un peintre et illustrateur Allemand des Sudètes connu pour ses scènes orientalistes et ses illustrations bibliques.

## Biographie
Anton Robert Leinweber est un Allemand originaire de Bohême, partie de l'empire austro-hongrois appelée aussi Sudètes, aujourd'hui en République tchèque.
Son père était professeur de collège. Après ses études secondaires, il se rend à Prague et à Vienne pour suivre des études d'ingénieur qu'il n'achève pas. À Vienne, il devient membre de la Wiener akademische Burschenschaft Olympia, fraternité estudiantine viennoise d’extrême droite dont il est exclu en 1864 pour des raisons inconnues.
Il fréquente alors l'Académie des beaux-arts de Munich pour étudier la peinture. Il poursuit ces études à Prague et à l'École supérieure des beaux-arts de Dresde où son maître principal est Julius Hübner.
Il passe de nombreuses années en Afrique du Nord, surtout en Tunisie. Avec 
Philipp Grot Johann (en) et Hermann Vogel, il est illustra les Contes de Grimm. Il est aussi l'auteur de lithographies pour une édition illustrée de la Bible.

## Galerie

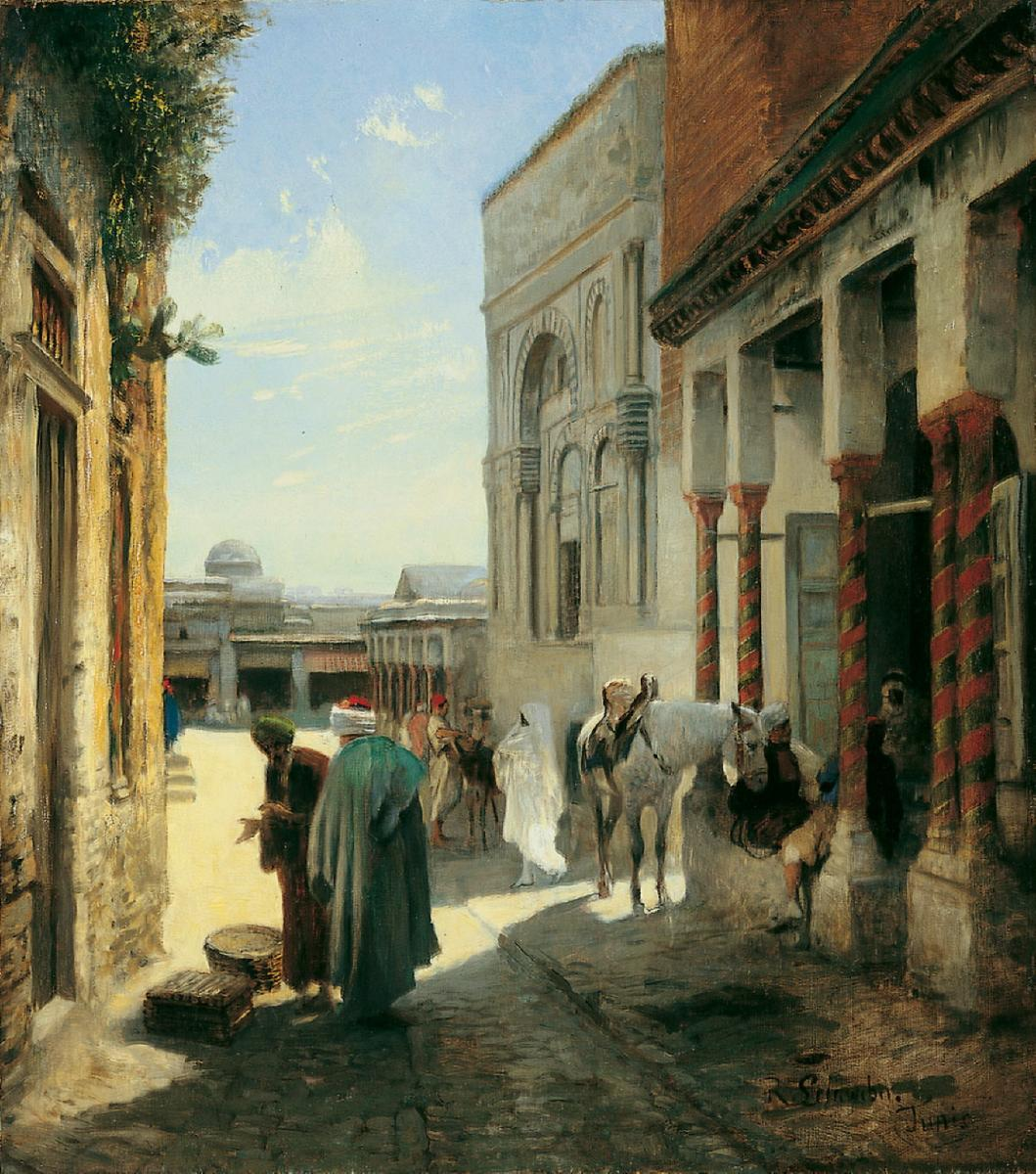
Scène de rue à Tunis (1)
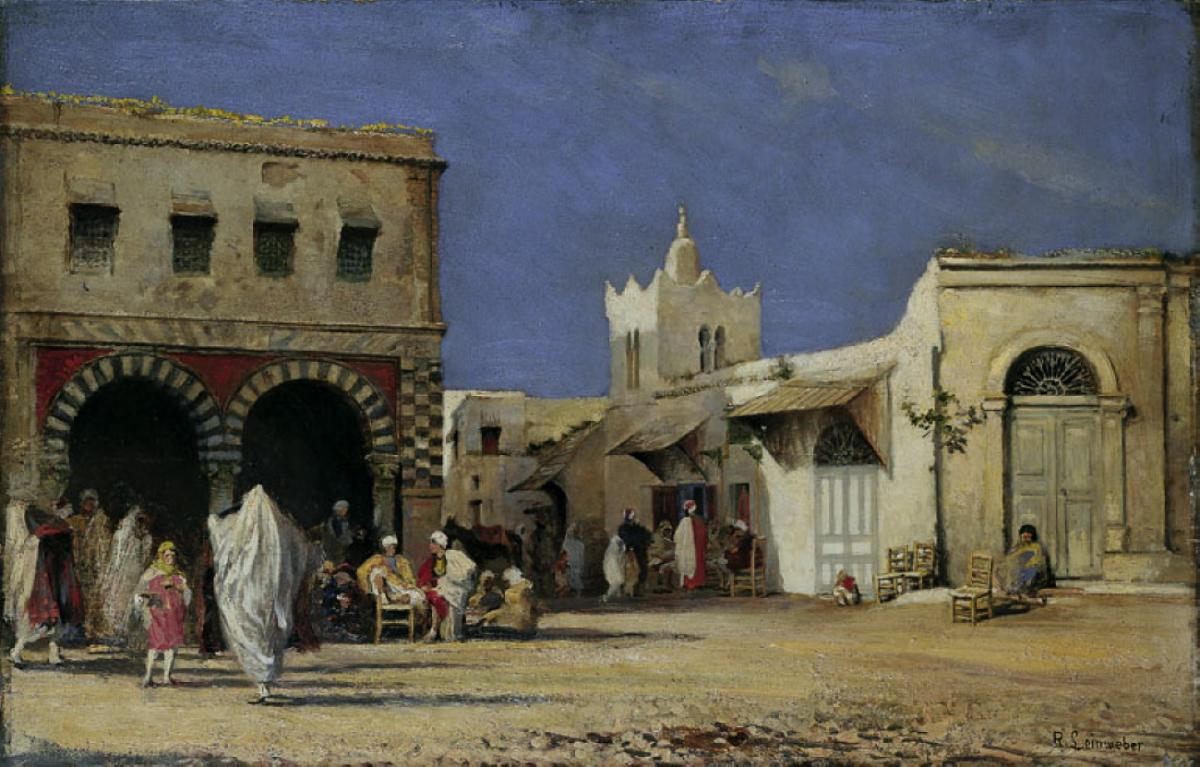
Scène de rue à Tunis (2)
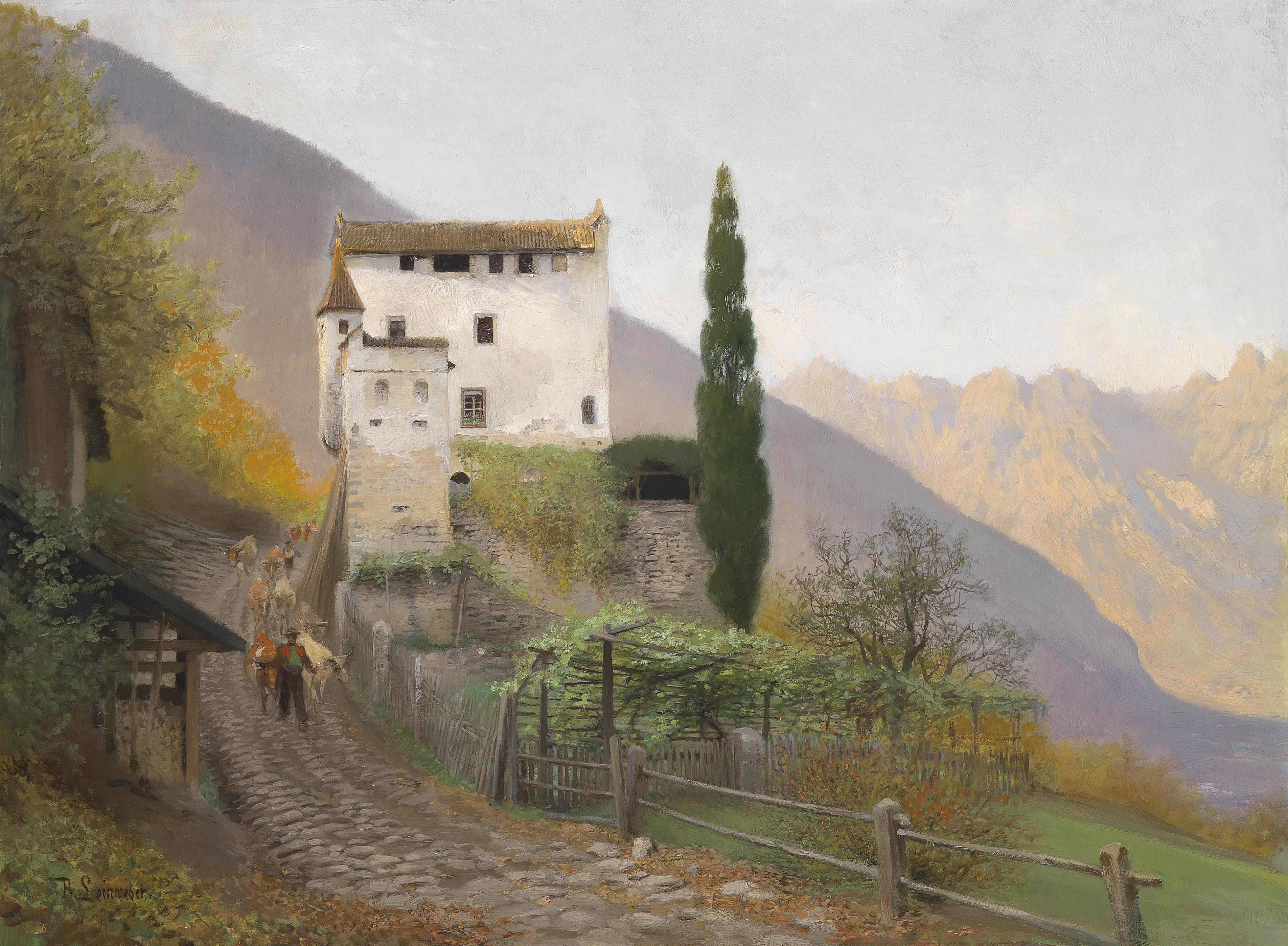
Helmsdorg, au Tyrol du sud, un jour de printemps
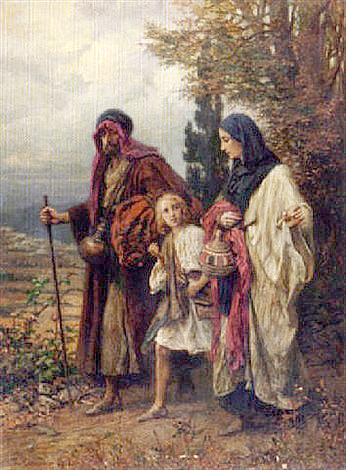
Scène de l'Ancien testament

### Source
- (en) Cet article est partiellement ou en totalité issu de l’article de Wikipédia en anglais intitulé « Anton Robert Leinweber » (voir la liste des auteurs).
- Helge Dvorak: Biographisches Lexikon der Deutschen Burschenschaft. Vol. II: Künstler. Winter, Heidelberg 2018,  (ISBN 978-3-8253-6813-5), pgs.446–447
- Biographical data @ AbART